# 広島市役所
広島市役所（ひろしましやくしょ）は、地方公共団体である広島市の執行機関としての事務を行う施設（役所）である。

## 概要
1889年4月1日、市制施行し広島県の県庁所在地となる。1980年、政令指定都市に移行した。
広島市への原子爆弾投下という歴史を持ち、原爆や平和への取り組みに特徴がある。旧庁舎の一部を保存し資料展示室として使用されており、これは現存する被爆建物の一つ。敷地内には被爆樹木であるソメイヨシノが2本ある。

## 所在地

### 市役所
- 広島市中区国泰寺町一丁目6番34号

### 区役所
- 中区役所：中区国泰寺町一丁目4番21号
- 東区役所：東区東蟹屋町9番38号
- 南区役所：南区皆実町一丁目5番44号
- 西区役所：西区福島町二丁目2番1号
- 安佐南区役所：安佐南区古市一丁目33番14号
- 安佐北区役所：安佐北区可部四丁目13番13号
- 安芸区役所：安芸区船越南三丁目4番36号
- 佐伯区役所：佐伯区海老園二丁目5番28号

### 出張所
- 市役所サービスコーナー：中区基町9番32号 広島市水道局基町庁舎1階
- 広島市旅券センター：同上
- 温品出張所：東区温品五丁目1-18
- 戸坂連絡所：東区戸坂出江2-10-26
- 似島出張所：南区似島町字家下752番地74 似島合同庁舎内
- 青崎連絡所：南区青崎一丁目12-7 青崎公民館内
- 佐東出張所：安佐南区緑井6-29-28
- 祇園出張所：安佐南区祇園2-48-7
- 沼田出張所：安佐南区伴東4-18-6
- 戸山連絡所：安佐南区沼田町大字阿戸343-1
- 白木出張所：安佐北区白木町秋山2391-4
- 高陽出張所：安佐北区深川5-13-7
- 安佐出張所：安佐北区安佐町飯室3052-1
- 中野出張所：安芸区中野3-20-9
- 阿戸出張所：安芸区阿戸町6257-2
- 矢野出張所：安芸区矢野東5-7-18
- 畑賀連絡所：安芸区畑賀3-30-15
- 湯来出張所：佐伯区湯来町大字和田166
- 砂谷連絡所：佐伯区湯来町大字伏谷13-1
- 井口連絡所：西区井口鈴が台2-14-8
- 美鈴が丘窓口連絡所：佐伯区美鈴が丘東3-19-2
- 五月が丘窓口連絡所：佐伯区五月が丘5-3-4

## 旧庁舎資料展示室
下記の通り元々は旧庁舎の地下室であり、爆心地から1.02kmに位置した。被爆当時は配給課の倉庫として使用されていた。1985年新庁舎建設に伴い地下室のみ保存し資料展示室となった。
旧庁舎の建物資料、被爆後救護活動に尽力した職員など関係者の資料、被爆時の状況を示す資料を展示している。
なお、見学には事前に許可をとる必要がある。

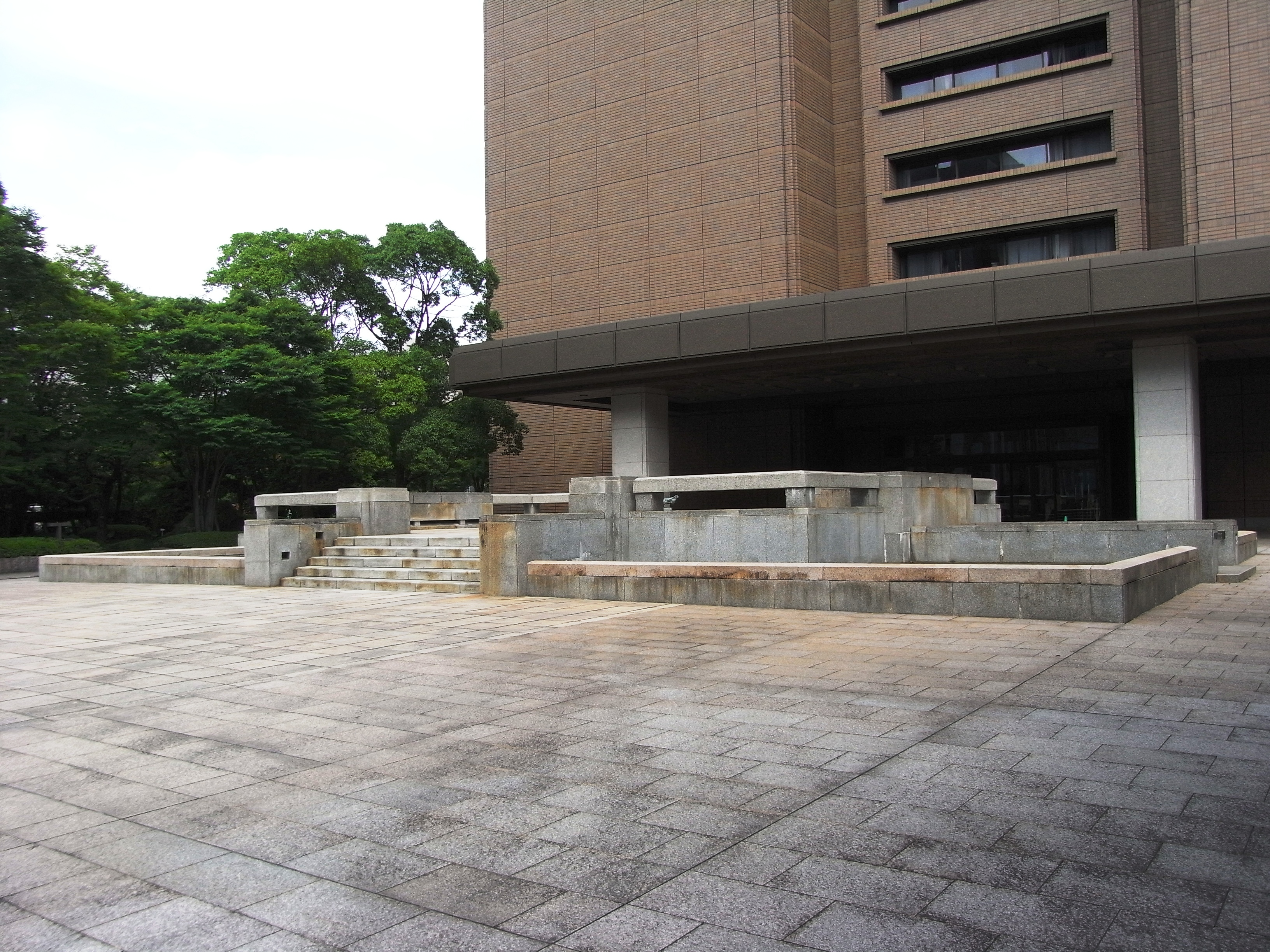
旧庁舎資料展示室
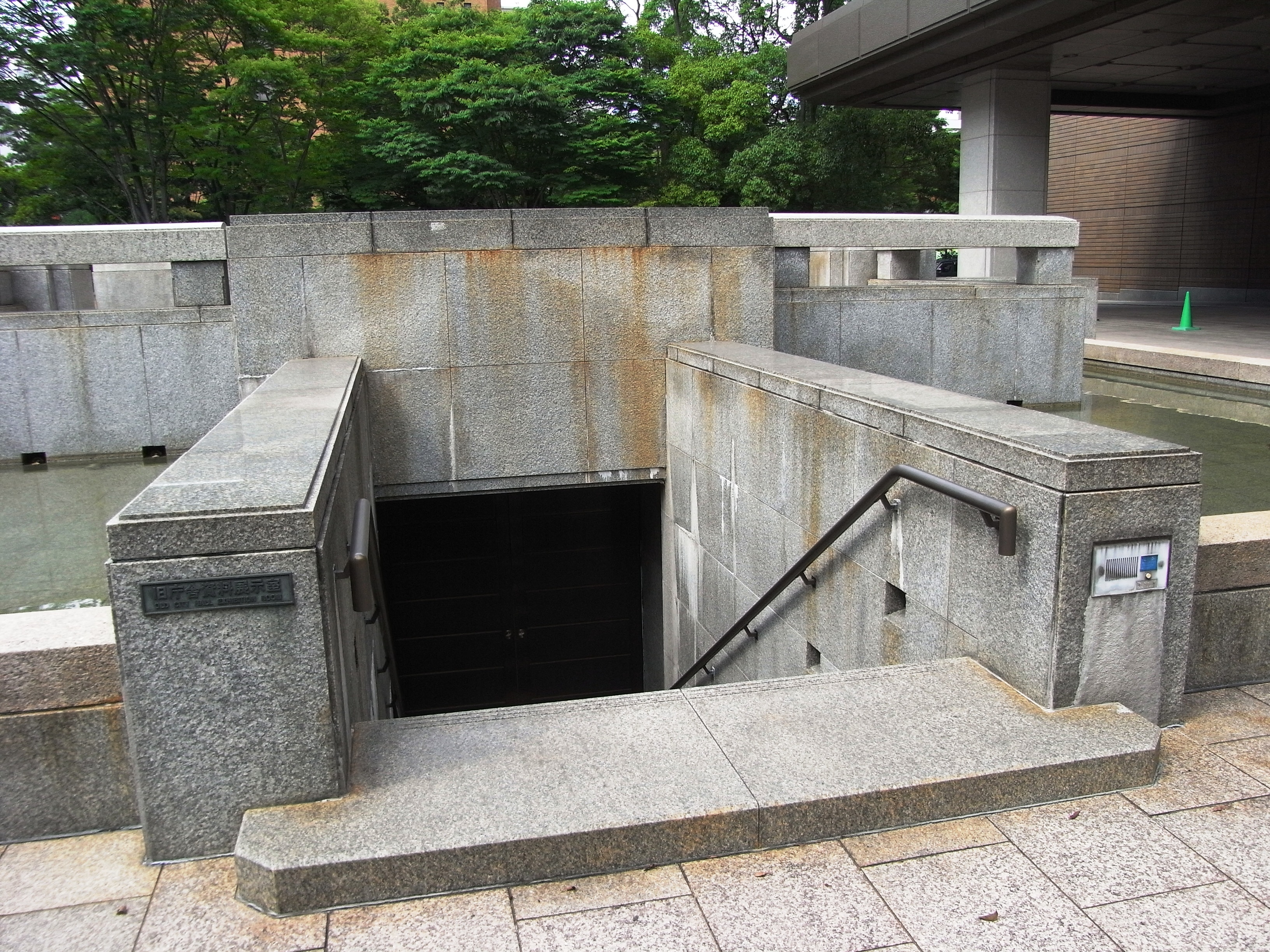
旧庁舎資料展示室の入り口

## 沿革

### 広島区役所から広島市役所へ
1878年（明治11年）11月1日、同年制定された郡区町村編制法により広島県第一大区が「広島区」（「区」は県の下の行政単位で概ね県庁所在地のうち人口密集の町に与えられた）と改称されると区の役所は大手筋一丁目（現・中区大手町）に置かれたが、ほどなく12月23日には新川場町（現・中区小町）の正清院に移転した。ついで1882年7月1日には中島新町（現・中区中島町）の善福寺隣の旧広島藩米倉の跡地に木造の新庁舎が落成し、ここに移転した。
1889年（明治22年）4月1日の市制施行により設置された広島市役所はそれまでの広島区役所をそのまま継承、9月21日には開庁式を挙行した。この時期、市役所が中島地区に置かれた背景には、当時この地が藩政期以来の大商業地区であった（中島町 (広島市)を参照）ことが挙げられるが、中島新町に隣接する水主町（藩政期以来の武家屋敷町）には広島県庁・県病院が置かれ、この近隣は市政・県政の中枢地区としての地位を占めていた（県庁・県病院は原爆被災により壊滅するまで同町で存続した）。

### 国泰寺町移転から現在まで

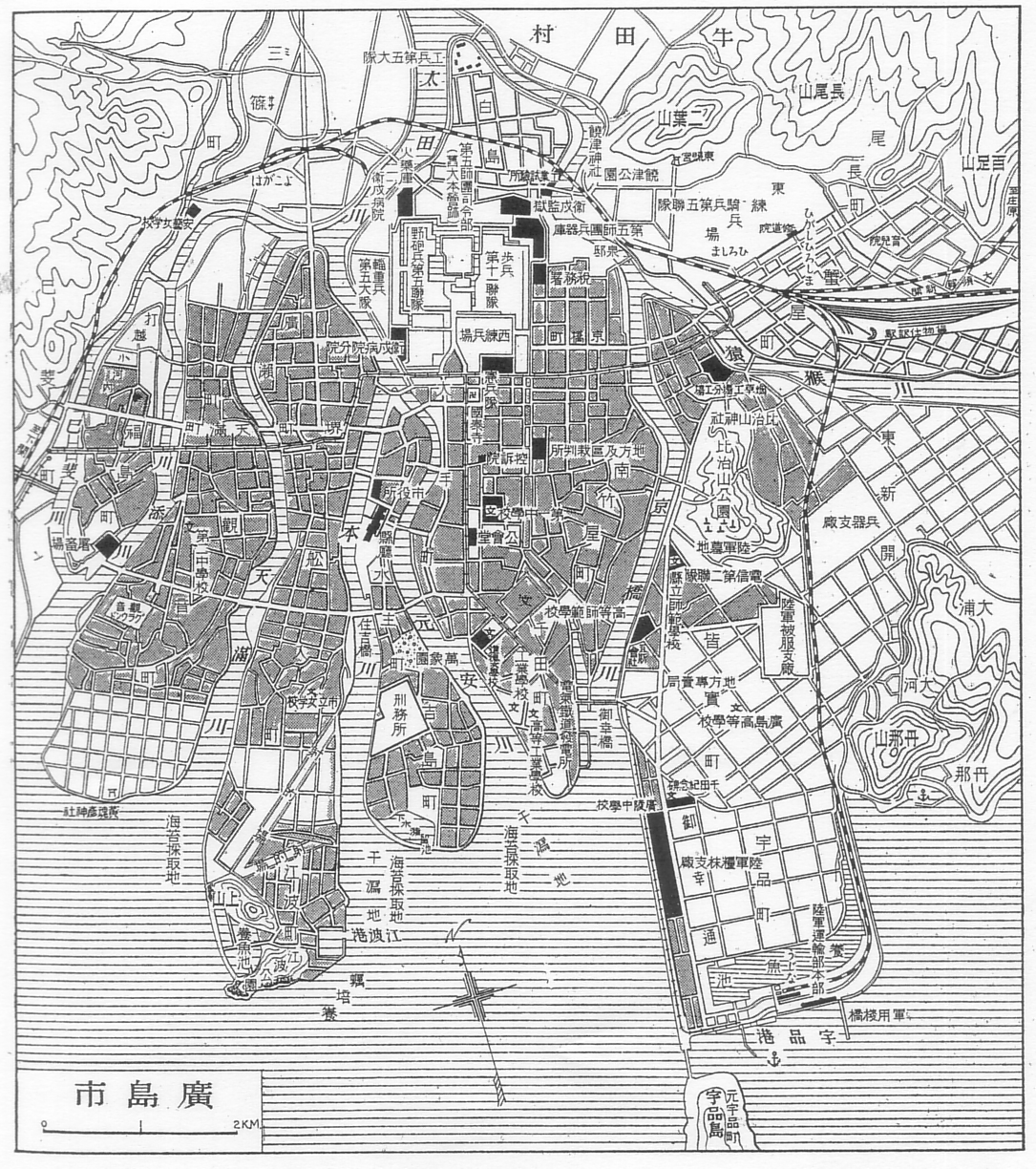
1927年頃（昭和初頭）の廣島市の地図 / 市役所は地図中央やや左の、国泰寺町移転以前の旧位置（中島新町）に記載されており、現在地である「市公会堂」南側には所在していない
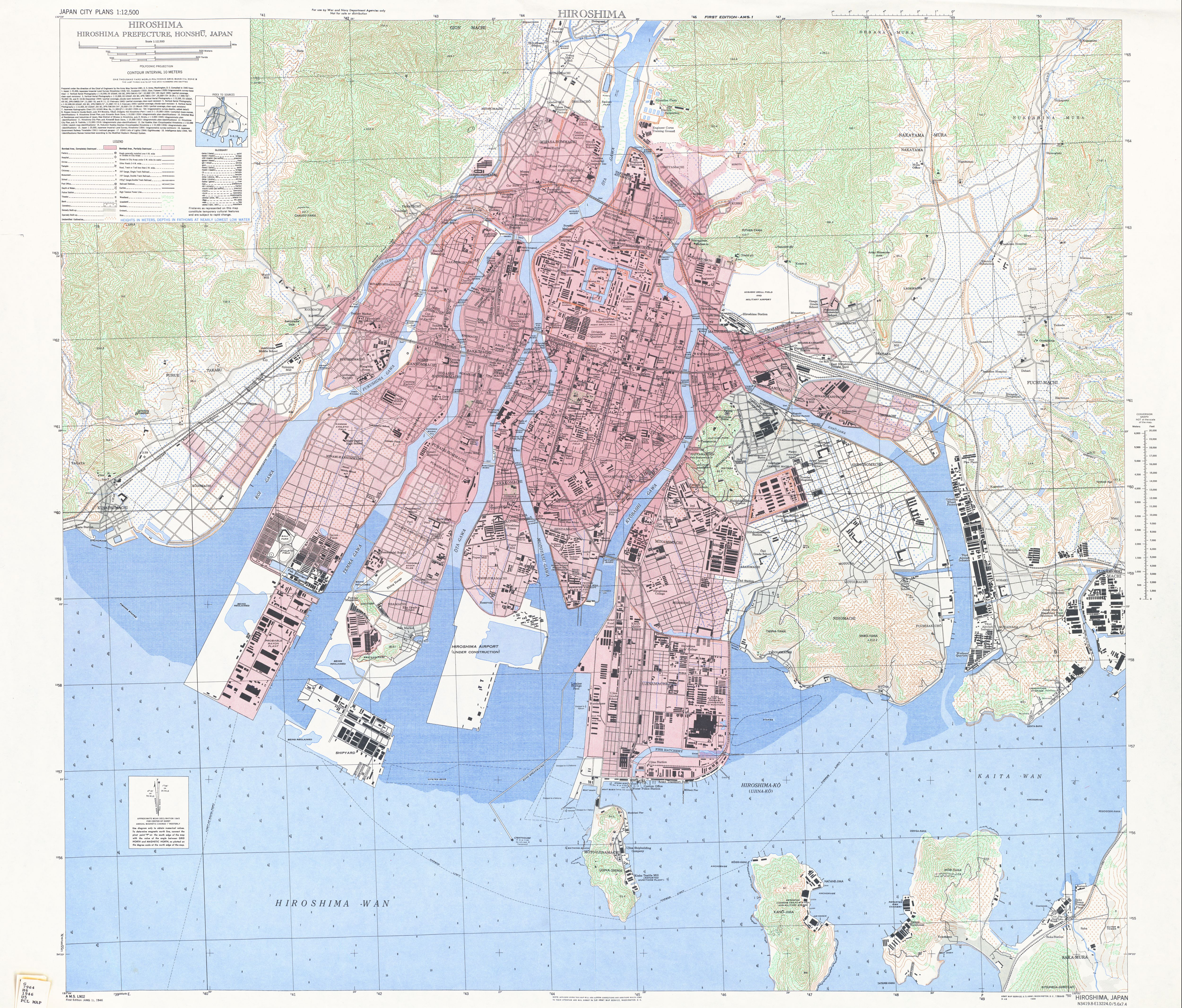
1945年の米軍作成による広島市地図 / 現在地に所在する"City Hall"（市役所）が確認できる。
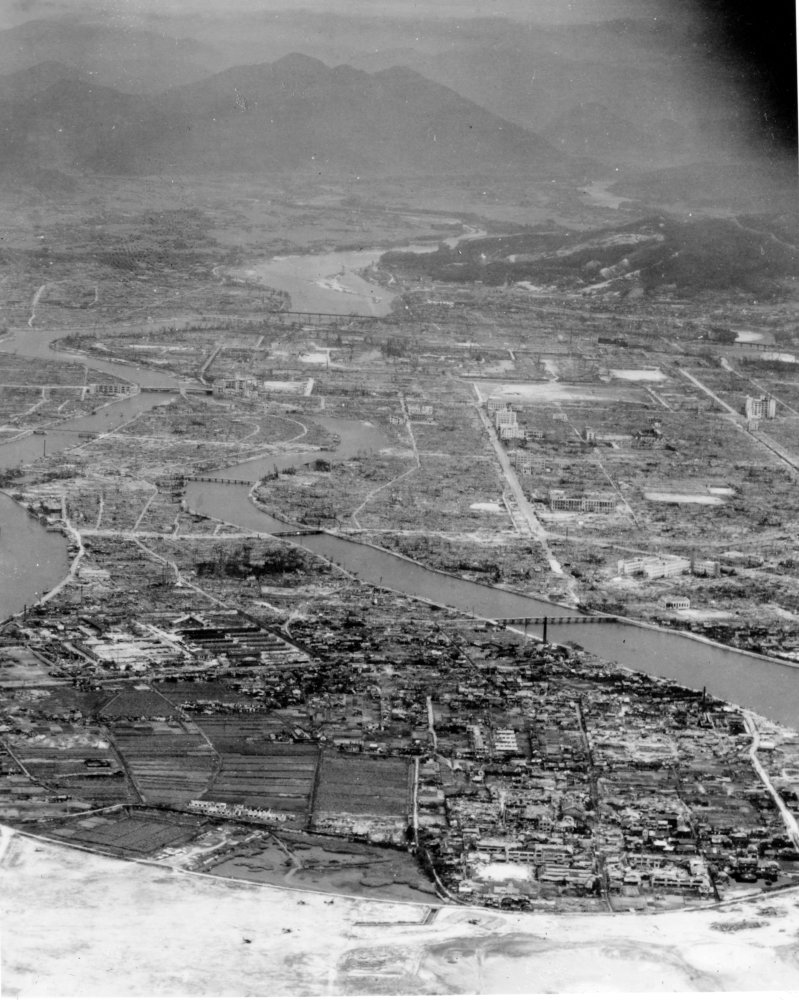
原爆被災後の航空写真。現在の中区吉島付近から北方向を望む。写真中央やや右を縦断する太い道が鯉城通り、その下の橋が南大橋。その一つ上の交差点が鷹野橋交差点でその上に見える建物が市役所。

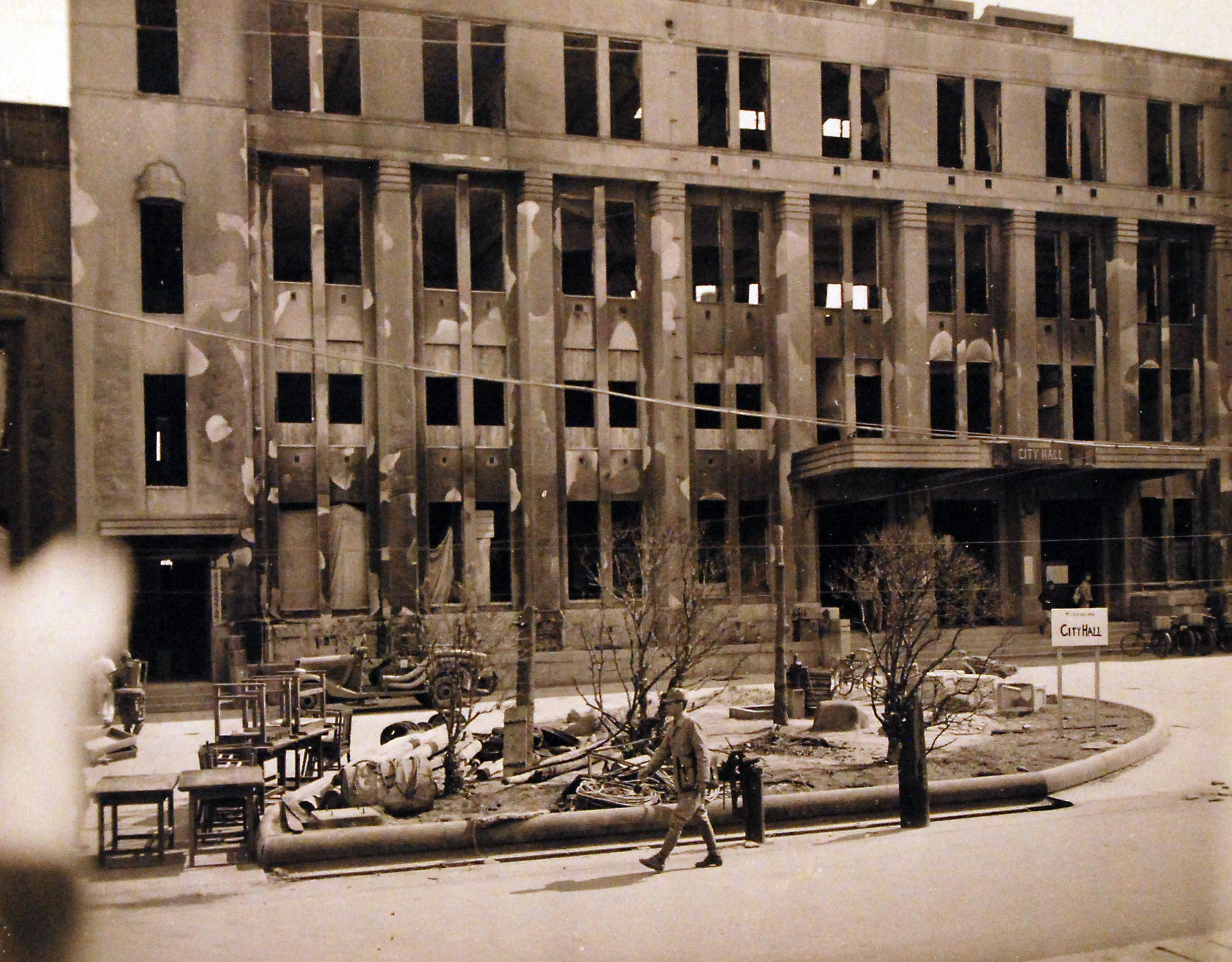
被爆後の広島市役所（1945年10月、米軍撮影）

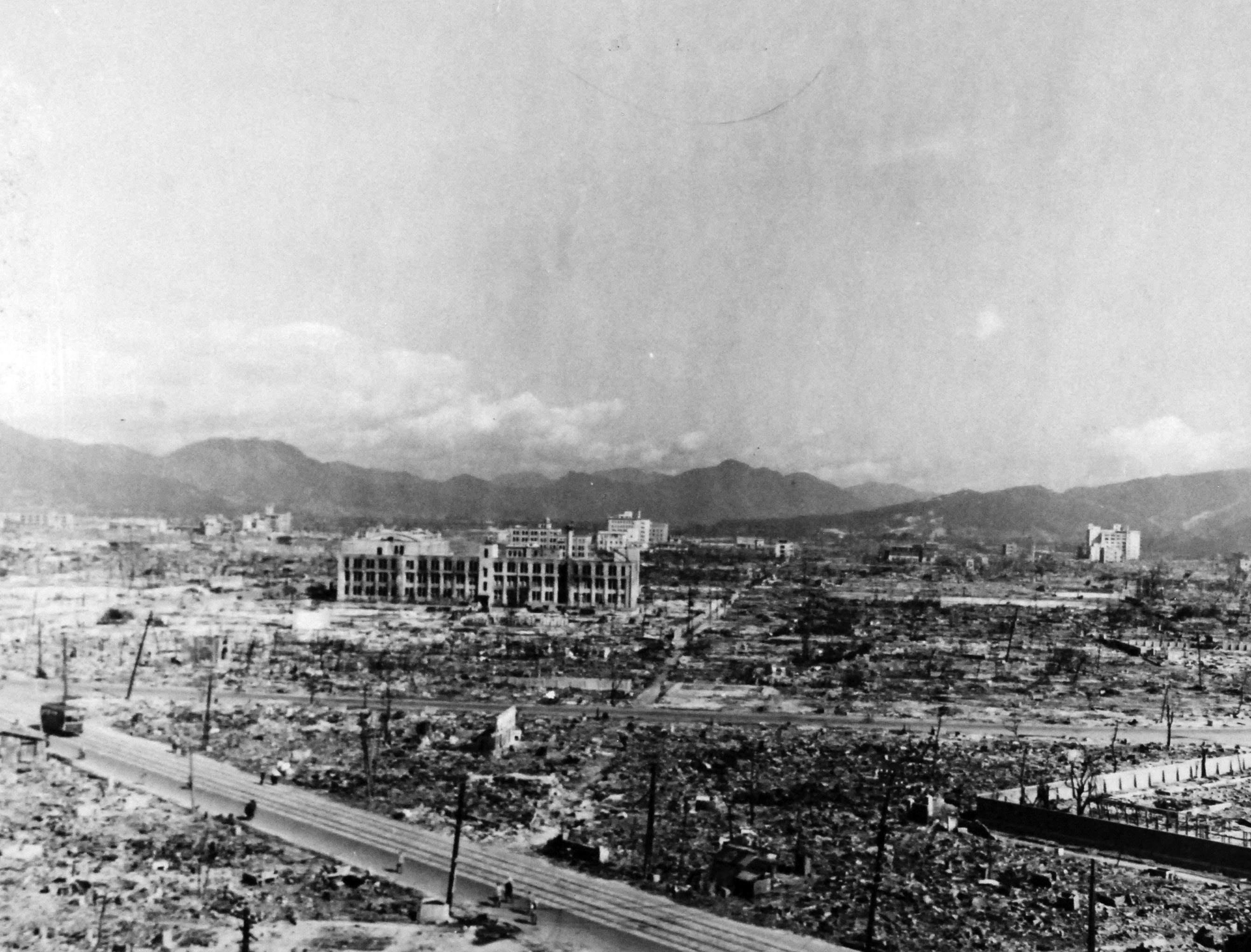
同上

1921年制定の（旧）都市計画法による隣接7町村（三篠町、己斐町、草津町、古田村、牛田村、矢賀村、仁保村）の編入合併（1929年4月に施行）が現実化すると、中島新町の庁舎では手狭になることが予想されたため、市役所の移転が計画されるようになった。その結果、移転先の敷地として選ばれたのは、国泰寺町の市公会堂（現存せず）南隣の市立高等女学校跡地であった。
増田清により設計された新しい庁舎は、地上4F・地下1Fの鉄筋コンクリート造建築で、1928年（昭和3年）4月14日、中島新町の初代庁舎からの移転が挙行された（これにより付近の広島電鉄電停の名称は「公会堂前」から「市役所前」となった）。
1945年8月6日の原爆被災で、爆心地から南に約1kmに位置していた国泰寺町の庁舎は大きな被害を受け、窓ガラスが飛び内部は全焼、当日庁舎内にいた者のうち約30名は年内に死去した。しかし耐震建築であったため構造的な被害はなく、直後から市民の救護所となった。また市の中心部からやや離れた比治山西麓の山陽文徳殿に前もって疎開させていた戸籍原簿は難を逃れ、しばらくの間ここで戸籍業務が行われた。被爆した庁舎は第二次世界大戦後も一部の修復を経て長く使用され、1985年に新庁舎建築により一部（地下室）を除き取り壊された。

## 交通
- 広島電鉄
  - 広島電鉄宇品線・市役所前駅下車
- バス
  - 市役所前バス停下車